# ロミオとジュリエット
『ロミオとジュリエット』（または『ロメオとジュリエット』、Romeo and Juliet ）は、イングランドの劇作家ウィリアム・シェイクスピアによる戯曲。初演年度については諸説あるが、おおむね1595年前後と言われている。

## 概要
『ロミオとジュリエット』は悲劇とされ、シェイクスピア死後に刊行された全集（後述の「第一・二折本」）の分類も同じである。しかしながら四大悲劇（『ハムレット』、『マクベス』、『オセロ』、『リア王』）とは主題が異なるため、同じ恋愛悲劇である『アントニーとクレオパトラ』などと並べて論じられることが多い。
『ロミオとジュリエット』は心無い周囲のせいで罪のない男女が全てを失い、命を落とす恋愛悲劇であるが、若い恋人たちが社会によって課された障壁をはねのけて愛を成就させようとするという事柄はむしろ伝統的な恋愛喜劇に近いものであり、その話の運びには『夏の夜の夢』などのシェイクスピアによる他のロマンティック・コメディとの類似が認められる。これを反映して全体的に悲劇としては喜劇的に見える表現、ジャンルの境界を曖昧にするような表現が見受けられ、笑劇的でいくぶん粗野とも見えるような冗談、とくに性的な言葉遊びが非常に多く用いられている作品である。
イタリアを舞台とし、イタリアに起源を持つ作品ということもあり、Romeo には古くから「ロメオ」の表記が用いられていたが（ローマ字読みでもある）、近年は英語読みで「ロミオ」と表記されることが多い。そのため、映画化作品の邦題は日本公開年によって表記が異なっている。また、クラシック音楽およびバレエの分野では現在でも慣習的に「ロメオ」の表記が用いられている。

## 登場人物

### キャピュレット家
- ジュリエット - ヒロイン。キャピュレットの娘。7月31日（Lammas Eve）の14歳の誕生日を2週間ほど後に控えている。
- キャピュレット - キャピュレット家の家長
- キャピュレット夫人 - キャピュレットの妻
- ティボルト - キャピュレット夫人の甥
- ロザライン - キャピュレットの姪
- 乳母 - ジュリエットの世話係

### モンタギュー家
- ロミオ - 主人公。モンタギューの息子
- モンタギュー - モンタギュー家の家長
- モンタギュー夫人 - モンタギューの妻
- ベンヴォーリオ - モンタギューの甥、ロミオの従兄弟・友人
- バルサザー - ロミオの従者

### ヴェローナ大公
- エスカラス - ヴェローナ大公（Prince of Verona）、キャピュレット、モンタギュー両公爵家のいざこざに辟易している。
- パリス - 貴族の青年の伯爵、エスカラスの親戚
- マキューシオ - ロミオの友人、エスカラスの親戚

### その他
- ロレンス - フランシスコ会の修道僧
- ジョン - フランシスコ会の修道僧
- 薬剤師

## ストーリー

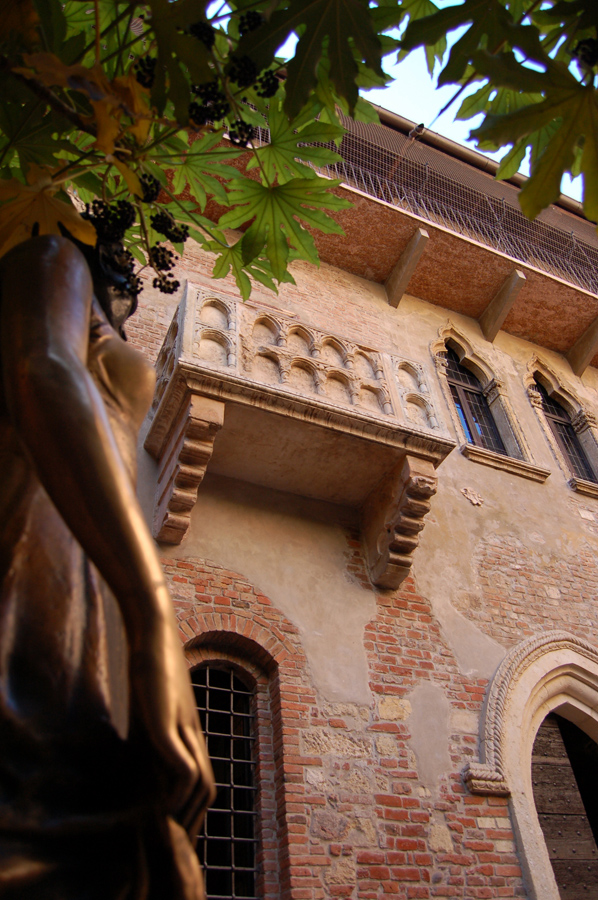
ヴェローナのジュリエットの銅像（左）とバルコニー

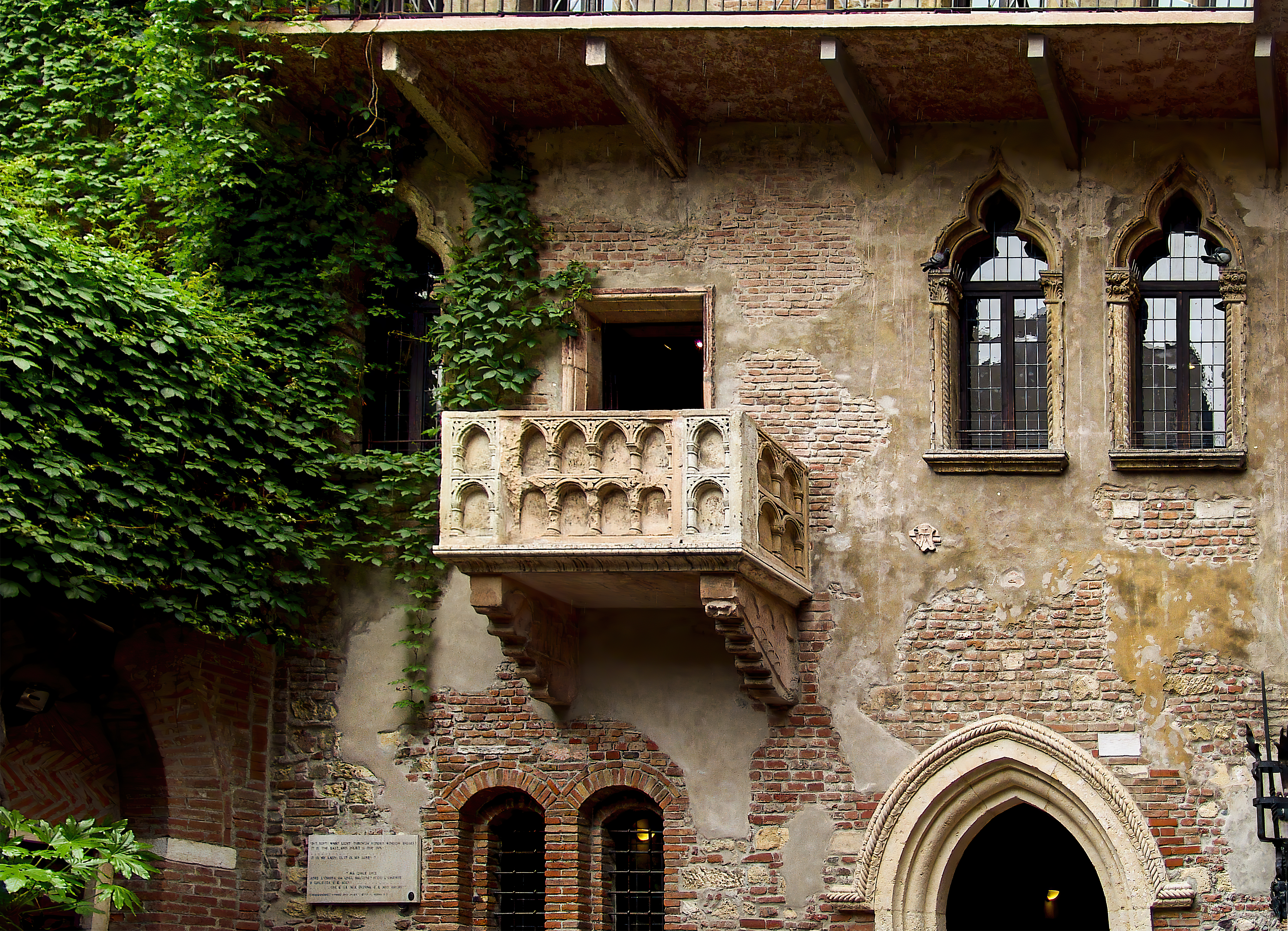
ヴェローナのジュリエットのバルコニー

舞台はイタリアの都市ヴェローナ。モンタギュー家（モンテッキ家）とキャピュレット家（カプレーティ家）による代々の対立が激化していた。そのためヴェローナの大公は争うものは厳しく処すると宣言せざるを得なくなるほどだった。
モンタギュー家の一人息子ロミオは、ロザラインへの片想いに苦しんでいる。気晴らしにと、友人達とキャピュレット家のパーティに忍び込んだロミオは、キャピュレット家の一人娘ジュリエットに出会い、たちまち二人は恋におちる。二人は修道僧ロレンスの元で秘かに結婚。ロレンスは二人の結婚が、両家の争いに終止符を打つきっかけになることを期待した。
しかしその直後、ロミオは友人とともに街頭での争いに巻き込まれ、親友・マキューシオを殺されたことに逆上したロミオは、キャピュレット夫人の甥ティボルトを殺してしまう。このことからヴェローナの大公エスカラスは、ロミオを追放の刑に処する。ロミオは今や自分の妻となったジュリエットの元に訪れ、未明に立ち去る。一方、キャピュレットは悲しみにくれるジュリエットに、エスカラス大公の親戚のパリス伯爵と結婚する事を命じる。
ジュリエットに助けを求められたロレンスは、彼女をロミオに寄り添わせるべく、仮死の毒を使った計略を立てる。しかし、この計画は追放されていたロミオにうまく伝わらなかった。そのためジュリエットが死んだと思ったロミオは、彼女の墓参りに来たパリス伯爵と決闘し殺してしまい、そして彼女の墓の側で毒薬を飲んで自殺。その直後に仮死状態から目覚めたジュリエットも、ロミオの短剣で後追い自殺をする。事の真相を知って悲嘆に暮れる両家は、ついに和解する。

### 第一幕
- プロローグ - 序詞
- 第一場 - ヴェローナ、広場にて
- 第二場 - 街頭にて
- 第三場 - キャピュレットの館の一室
- 第四場 - 街頭にて
- 第五場 - キャピュレットの館の大広間

### 第二幕
- プロローグ - 序詞
- 第一場 - キャピュレット家の庭園、それを囲う塀沿いの小道にて
- 第二場 - キャピュレット家の庭園
- 第三場 - 修道僧ロレンスの庵にて
- 第四場 - 街頭にて
- 第五場 - キャピュレット家の庭園
- 第六場 - 修道僧ロレンスの庵にて

### 第三幕
- 第一場 - 広場にて
- 第二場 - キャピュレット家の庭園
- 第三場 - 修道僧ロレンスの庵にて
- 第四場 - キャピュレットの館の一室
- 第五場 - キャピュレット家の庭園

### 第四幕
- 第一場 - 修道僧ロレンスの庵にて
- 第二場 - キャピュレットの館の大広間
- 第三場 - ジュリエットの部屋
- 第四場 - キャピュレットの館の大広間
- 第五場 - ジュリエットの部屋

### 第五幕
- 第一場 - マンチュア。街頭にて
- 第二場 - 修道僧ロレンスの庵にて
- 第三場 - 墓地、キャピュレット家の霊廟のなか

## 書誌
1597年に発行された「第一・四折本」（First Quarto）が、シェイクスピア作の『ロミオとジュリエット』が出版物として現れた最古のもの。これは、上演の速記録などを基礎にして製作され、作者の許可なく刊行されたものと推定されている。不完全な部分も多いが、実際の上演の様子を反映しており、資料的価値は決して低くない。1599年に刊行の「第二・四折本」（Second Quarto）は、シェイクスピア自身が手を加えた原稿を用いているとされ、現在我々が知る『ロミオとジュリエット』の原型となっている。
以上の「第一・四折本」「第二・四折本」に加え、シェイクスピアの死後、1623年に出版された初の全集「第一・二折本」（First Folio）の三種類が、『ロミオとジュリエット』の古刊本として重要視されており、その後に刊行される『ロミオとジュリエット』の底本となっている。

## 物語の成立と変遷

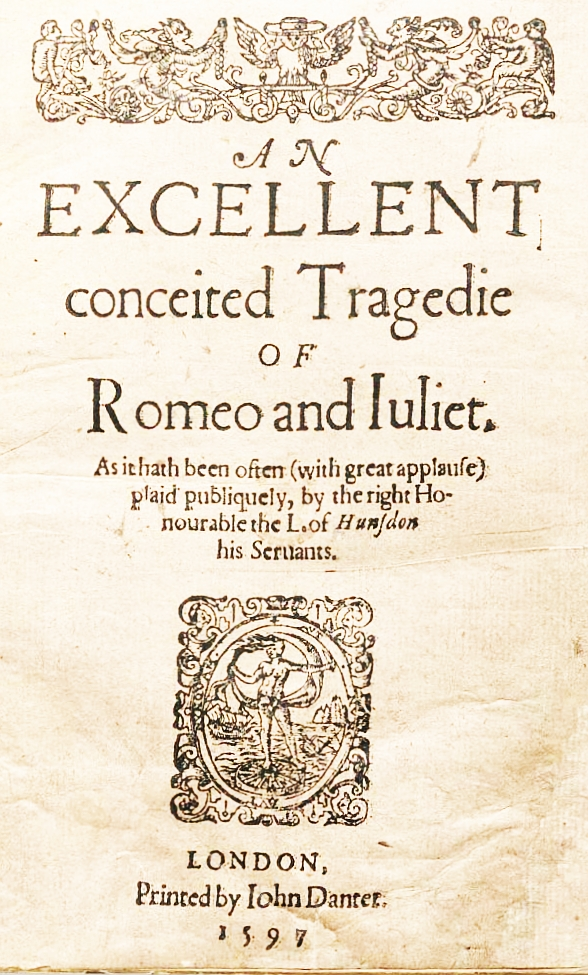

シェイクスピアの全戯曲のほとんどは、既存の物語やエピソード、詩などをベースに翻案したものである。シェイクスピアが『ロミオとジュリエット』を書くにあたって直接種本としたのは、アーサー・ブルックの物語詩『ロミウスとジュリエットの悲しい物語』（1562年、イギリス）と言われている。が、ブルックのこの作品が文学史に登場する過程は複雑である。
ロミオとジュリエットの物語の成立は、西欧の民間伝承やギリシアの古典物語に端を発している。中でも特に有名なのは、古代ローマの詩人オウィディウスがギリシアの神話に基づいて著した『ピュラモスとティスベ』で、シェイクスピアは『真夏の夜の夢』の中でも『ピュラモスとティスベ』の話題を取り上げている。
ナポリにて1476年に出版されたマスチオ・サレルニターノ作の小説集には、シェイクスピア作『ロミオとジュリエット』の原型と思われるエピソードが登場する。その作中には、修道士の仲介、計略が失敗する過程など、シェイクスピアの『ロミオとジュリエット』に近いモチーフが含まれている。ただし物語の舞台はシエーナで、恋人達の名前はマリオットとジアノッツァである。
ルイジ・ダ・ポルトが書いた物語（1530年、イタリア）では、舞台はヴェローナに、主人公二人の名もロメオとジュリエッタになっている。物語の筋や登場人物もシェイクスピアの作にかなり近づいているが、ダ・ポルト版の特筆すべき相違点としては、ロメオが毒を仰いで死ぬ直前にジュリエッタが目を覚まし、抱きしめ合いながら言葉を交わすシーンがある。
マッテオ・バンデルロは『小説集』（1554年、イタリア）のなかで、ロミオとジュリエットの物語を書いている。このなかには、パリスや乳母に該当する人物も現れており、ジュリエットが仮死の水薬を飲む過程も、シェイクスピアの作品にかなり近い。マッテオ・バンデルロの物語は、1559年にピエール・ボエステュオーによってフランス語訳され、出版された。ボエステュオーは、物語全体に修辞や感傷的表現を増やし、ジュリエットが仮死から目覚める前に、ロミオは死んでしまうように改訂した。
ボエステュオーの訳本は、数年後には英訳された。それが、先に挙げた『ロミウスとジュリエットの悲しい物語』と、ウィリアム・ペインターの散文『ロミオとジュリエッタ』（1567年、イギリス）の二つである。
ロミオとジュリエットの物語は、対立する二つのグループと、それに翻弄され悲しい結末へ至る恋人達という、時代や文化背景を越えた、普遍性のあるドラマ的構図を含んでいる。それ故に、古代の民間伝承から中世のシェイクスピアに至るまでの間、何度も翻案をされ続けてきた。
シェイクスピア作の『ロミオとジュリエット』は、彼の属していた宮内大臣一座の人気の演目として、観客達に受け入れられた。その後の時代でも、欧米を中心に、様々な演出家、俳優達によって、多くの劇場で何度も上演された。時にはオペラやバレエに翻案されることもあった。上記で紹介した種本が、戯曲化されて上演されることもあった。現代においては映画などの分野でも、題材として取り上げられている。

## 翻案

### ミュージカル
- ウエスト・サイド物語 - アーサー・ローレンツ作、レナード・バーンスタイン音楽、ジェローム・ロビンズ演出、1957年初演、アメリカ（ロミオとジュリエットを現代アメリカに翻案したもの）
- ロミオとジュリエット - ジェラール・プレスギュルヴィック作詞・作曲、2001年初演、フランス。日本では下記の翻訳版を上演。
  - ロミオとジュリエット (2010年の宝塚歌劇)…上記のミュージカルを翻訳した宝塚歌劇団による公演。2010年初演。初演の演出・潤色は小池修一郎。
  - 東宝版…上記のミュージカルを翻訳した男女俳優による日本公演。2011年初演。初演の演出・潤色は小池修一郎。ロミオとジュリエット (2001年のミュージカル)#ロミオ&ジュリエットに詳述。
- シェイクスピア作『ロミオとジュリエット』の初の続編作品として『ロミオとジュリエットその後／After Romeo & Juliet』が、2013年3月11日〜14日、東日本大震災の復興支援チャリティー・ミュージカルとして岩手県陸前高田市、東京新宿、大阪梅田の3ケ所で、主演：川﨑麻世、紫とも、朗読：杉浦幸（脚本・音楽・プロデューサー： ジャンモンド/縄文土）により初演。サウンドトラック音楽映像作品DVD『RE:MONDE（地球再生）』が2013年4月12日、米国ロサンゼルスで開催の「MTVミュージック・ビデオ・アワード」公式イベントに出展された。

### 映画
- ロミオとジュリエット - ジョージ・キューカー監督、1936年、アメリカ、R（ロミオ）：レスリー・ハワード、J（ジュリエット）：ノーマ・シアラー
- ロミオとジュリエット - レナート・カステラーニ監督、1954年、イギリス、R：ローレンス・ハーヴェイ、J：スーザン・シェントル
- ロメオとジュリエット物語 - レオ・アルンシュタム、レオニード・ラブロフスキー監督、1954年、旧ソ連、R：U・ジダーノフ、J：ガリーナ・ウラノワ
- ロミオとジュリエット - リカルド・フレーダ監督、1964年、イタリア、R：ジェロニモ・メニエル、J：ローズマリー・デクスター
- ロミオとジュリエット - フランコ・ゼフィレッリ監督、1968年、イタリア、R：レナード・ホワイティング、J：オリビア・ハッセー - 本戯曲の映画化では最もヒットした作品。特にニーノ・ロータ作曲の“A Time For Us”はしばしば現代における本戯曲のテーマソングとして使われる。
- ロミオ+ジュリエット - バズ・ラーマン監督、1996年、アメリカ、R：レオナルド・ディカプリオ、J：クレア・デインズ
- ロミオとジュリエット - カルロ・カルレイ監督、2013年、イギリス、R：ダグラス・ブース、J：ヘイリー・スタインフェルド

### テレビドラマ
- ロメオとジュリエット - パウル・ツィンナー監督、1966年、イギリス、R：ルドルフ・ヌレエフ、J：マーゴ・フォンテイン
- ロミオとジュリエット - アルヴィン・ラーコフ監督、1978年、イギリス、R：パトリック・ライアート、J：レベッカ・セイアー
- 映画みたいな恋したい〜ロミオとジュリエット - 1991年、日本、R：木村拓哉、J：杉山亜矢子？
- ロミオとジュリエット 〜すれちがい〜 - 2007年、日本、R：滝沢秀明、J：長澤まさみ
- 未来世紀シェイクスピア - 2008年、日本（関西テレビ）、R：日高光啓（AAA）、J：上原さくら、宇野実彩子（AAA）
- ロミオとジュリエット　前篇 - リッカルド・ドナ監督、2013年、イタリア・ドイツ・スペイン、R：マルティーノ・リバス（英語版）、J：アレッサンドラ・マストロナルディ（英語版）
- ロミオとジュリエット　後篇 - リッカルド・ドナ監督、2013年、イタリア・ドイツ・スペイン、R：マルティーノ・リバス（英語版）、J：アレッサンドラ・マストロナルディ（英語版）

### 小説
- 村のロメオとユリア - ゴットフリート・ケラー作
- 恋するシェイクスピア もうひとつのロミオとジュリエット - 吉村りりか作、ビーズログ文庫

### オペラ
- ジュリエッタとロメオ - ニコラ・ヴァッカイ作曲（1825年初演）
- カプレーティとモンテッキ - ヴィンチェンツォ・ベッリーニ作曲（1830年初演）
- ロメオとジュリエット - シャルル・グノー作曲（1867年初演）
- 村のロメオとジュリエット - フレデリック・ディーリアス作曲、上記ケラーの小説に基づく（1901年作曲、1907年初演）
- ジュリエッタとロメオ - リッカルド・ザンドナーイ作曲（1922年初演）
- ロメオとジュリエット－ ハインリヒ・ズーターマイスター作曲（1940年作曲）

### バレエ
- コンスタント・ランバート作曲 （1926年初演）
- セルゲイ・プロコフィエフ作曲 （1936年作）
  - ヴァンヤ・プソタ振付 - 1938年初演、ブルノ歌劇場バレエ団
  - レオニード・ラブロフスキー振付 - 1940年初演、キーロフ・バレエ
  - ジョン・クランコ振付 - 1958年初演、ミラノ・スカラ座バレエ団
  - ケネス・マクミラン振付 - 1965年初演、英国ロイヤル・バレエ団
  - ジョン・ノイマイヤー振付  - 1971年初演、フランクフルト・バレエ団
  - ルドルフ・ヌレエフ振付 - 1977年初演、ロンドン・フェスティバル・バレエ
  - マシュー・ボーン振付 - 2019年初演、ニュー・アドベンチャーズ

- カバレフスキー作曲（1956年作曲）

### 音楽
- 劇的交響曲『ロメオとジュリエット』エクトル・ベルリオーズ（1839年作曲、1839年初演）
- 幻想序曲『ロメオとジュリエット』ピョートル・チャイコフスキー（1869年作曲、1870年初演）
- 組曲「ロメオとジュリエット」ボリス・リャトシンスキー (1955年作曲)

### 漫画・アニメ
- 鉄腕アトム「ロビオとロビエットの巻」 - 手塚治虫作、日本
- 宇宙人レポート サンプルAとB - 藤子・F・不二雄作、日本
- ロミオ×ジュリエット - 追崎史敏監督、日本
- 異能バトルは日常系のなかで - 望公太作、日本[要検証 – ノート]
- 寄宿学校のジュリエット - 金田陽介作、日本
- 『ロミオとジュリエット』（いずみ洋子画、ユニコン出版、世界名作コミック） 1978
- 私の愛は私の命 ロミオとジュリエット』- いがらしゆみこ
- えろ◆めるへんオンナ ジュリエット - 三日月シズカ作、リブレ (企業)
- ロミオとジュリエット - いさかわめぐみ画、学研プラス
- 『ロミオとジュリエット』（佐藤由美子画、曙出版、曙文庫）1976[7]

### ゲーム
- マビノギ メインストリームG14 Romeo and Juliet - NEXON Korea開発、韓国
- グランブルーファンタジーゲーム内イベント「届かないほど、近くのあなたへ」 - Cygames開発、日本
- グリムノーツ - 作中に登場するほか、これをモチーフとした「氷と炎のファンタジア」が登場。スクウェア・エニックス開発、日本
- ロミオVSジュリエット - 続編に『ロミオ&ジュリエット』がある。QuinRose開発、日本
- A3 (ゲーム)  - 劇中劇「ロミオとジュリアス」。舞台化もされている。
- ブラックスター -Theater Starless- - 劇中劇に「ロミオとジュリエット」をモチーフにしたものがある。
- ディバインゲート
- モンスターストライク
- Dark Romance: Romeo and Juliet - ビッグ フィッシュ ゲームズ
- オトギフロンティア